# Aéroport international Strigino

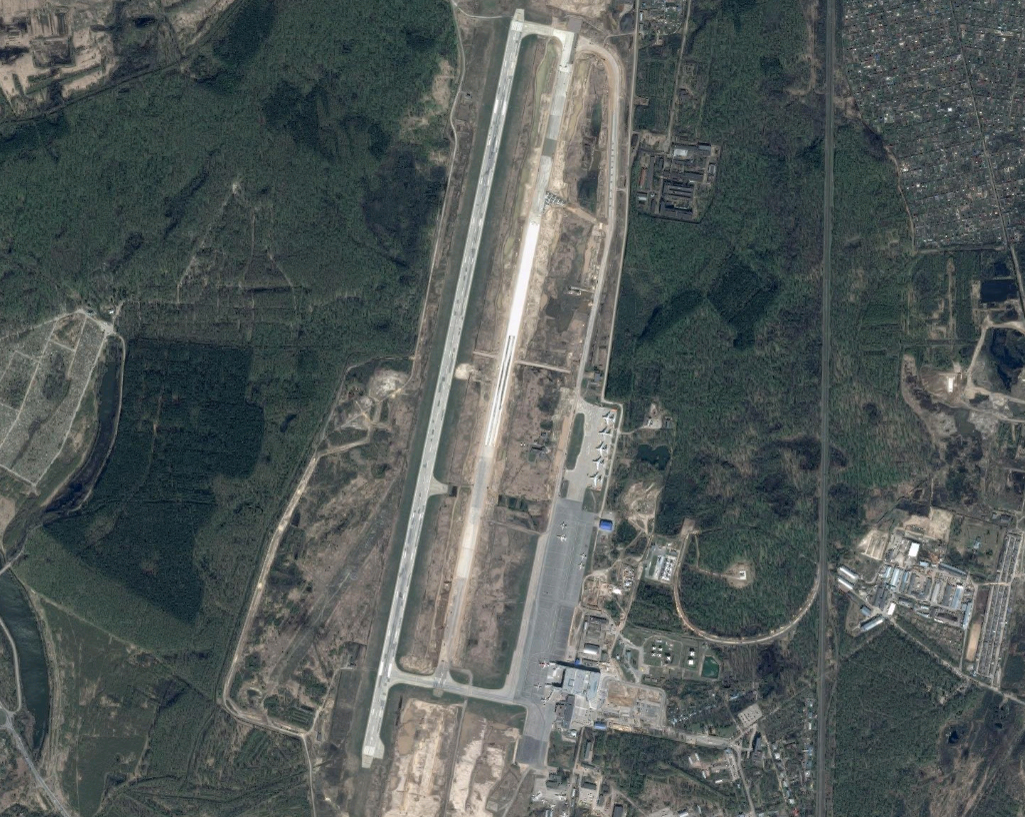
Aéroport Vue de l'air

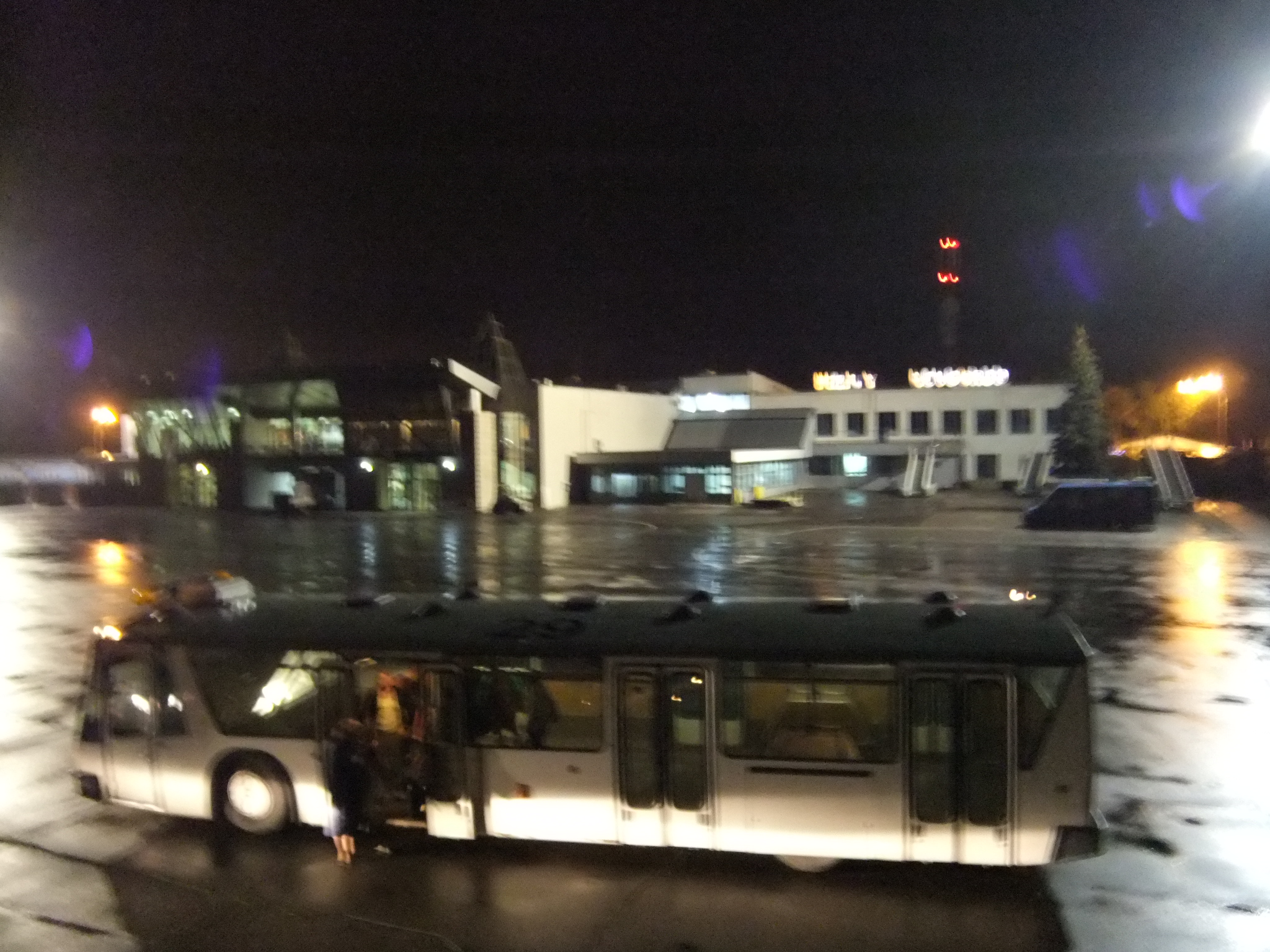
Bus sur le tarmac de Nijni Novgorod - Strigino.

Pour les articles homonymes, voir GOJ.
L'aéroport international Strigino (russe : Международный аэропорт Стригино) (code IATA : GOJ • code OACI : UWGG) est un aéroport international desservant la ville de Nijni Novgorod, en Russie. Il est situé en dehors de la ville, dans le District d'Avtozavodsky, à 14 km au sud-ouest du centre-ville. C'est le principal aéroport de l'Oblast de Nijni Novgorod.

## Description
Strigino a officiellement démarré le 23 juillet 1923, en tant qu'aéroport domestique. C'est un des plus vieux aéroport du pays. En 2013, Strigino a accueilli 917 424 passagers, soit +22,8 % par rapport à 2012, et 777 134 (+29,6 %) passagers au 1er septembre 2014. Strigino fait partie du top 25 des aéroports les plus fréquentés en Russie.

## Situation
| \| 50 km1:1 791 000 \| Koursk Abakan Anapa Pskov Arkhangelsk Astrakhan Barnaoul Belgorod Blagoveshchensk Bratsk Grozny Guelendjik Iakoutsk Iékaterinbourg Ijevsk Ioujno-Sakhalinsk Irkoutsk Kaliningrad Kazan Kemerovo Khabarovsk Khanty-Mansiïsk Krasnodar Krasnoïarsk Magadan Magnitogorsk Makhachkala Mineralnye Vody Mirny Moscou · SVO Moscou · DME Moscou-VKO Mourmansk Narian-Mar Nijnekamsk Nijnevartovsk Nijni Novgorod Noïabrsk Alykel Novokouznetsk Novossibirsk Novy Ourengoï Omsk Orenbourg Oufa Oulan-Oude Oulianovsk Perm Petropavlovsk-Kamtchatski Rostov · sur-le-Don Sabetta Saint-Pétersbourg Salekhard Samara Saratov Simferopol Sotchi Sourgout Stavropol Kyzyl Syktyvkar Tcheliabinsk Tchita Tioumen Tomsk Vladivostok Volgograd Voronej |
| 50 km1:1 791 000 |

| 50 km1:1 791 000 |

|  |  | v · d · m |

## Histoire

### 1923-1994
On ne peut dire de quand date le premier aérodrome de Nijni Novgorod, mais on sait seulement qu'il se situe à 500 mètres au nord de l'actuel "Moscow" movie theater. Il était appelé Aéroport de Nijni Novgorod. Le 23 juillet 1923, la première ligne commerciale et régulière en Russie reliait Moscou (Aéroport de Khodynka) à Nijni Novgorod, à l'aide d'un Junkers F 13 de 4 places.
En 1937, avec l'augmentation rapide de la population de Gorky (nom officiel de Nijni Novgorod entre 1932 et 1990), le Conseil des ministres de l'URSS ordonne la construction d'un nouvel aéroport en dehors de la ville. En 1938, le nouvel aéroport "Strigino" est construit, à l'emplacement exact de l'actuel aéroport. La nouvelle piste pouvait alors accueillir des Douglas DC-3, Junker F. 13, Junker A. 35, ou d'autres appareils légers.
Durant la Seconde Guerre mondiale, l'aéroport a servi de base aérienne pour la 201e division aérienne. En 1950, 5 ans après la guerre, elle est dissoute au sein de la 148e et relocalisée dans les bases aériennes de l'Extrême-Orient russe.
En 1963, la construction d'un nouveau terminal de passagers est lancée, et s'achève en 1965. Le terminal est toujours en activité de nos jours. En 1963 toujours, l'entreprise "Nizhny Novgorod United Air Group" est formée, et gère l'aéroport de 1963 à 1994. De 1966 à 1973, une nouvelle zone comprenant bâtiments administratifs, hangars, terminal cargo, et un hôtel est construite. Le tarmac et la piste ont également été étendus et renforcés.
Entre 1976 et 1983, une seconde piste d'atterrissage en béton est terminée, ainsi que l' "Aeroflot" hotel de 6 étages. En 1989, le trafic de l'aéroport atteint les 1,030,000 passagers. La rénovation du Terminal A (principal) est réalisée en 1991 après la Dislocation de l'URSS, et tente d'obtenir dès 1993 son statut d'aéroport international.

### 1994-2011
En 1994, après la chute de l'Union des républiques socialistes soviétiques et un accroissement rapide des vols internationaux, de même que l'obtention des standards OACI de Catégorie I, Strigino obtient son statut d'aéroport international. La même année, la "Nizhny Novgorod United Air Group" est divisée en 3 nouvelles sociétés: une, contrôlée par l'état, "Nizhny Novgorod International Airport", la compagnie aérienne "Nizhny Novgorod Airlines" et la "Aeronavigation NN".

### 2003-Présent
L'aéroport connait depuis 2003 un déclin et une baisse de fréquentation. En 2011, la HC Airports of Regions gagne le concours du projet d'investissement de l'aéroport Strigino.
En juin 2014, la construction du nouveau terminal démarre. Il doit être ouvert dès décembre 2015 et pourra accueillir 300 passagers par heure. Le second terminal sera construit après la Coupe du monde de Football 2018, en même temps qu'une gare avoisinante.

## Statistiques
Pour des raisons techniques, il est temporairement impossible d'afficher le graphique qui aurait dû être présenté ici.

Voir la requête brute et les sources sur Wikidata.
| 2004    | 2005    | 2006    | 2007    | 2008    | 2009    | 2010    | 2011    | 2012    | 2013    | 2014      |
| ------- | ------- | ------- | ------- | ------- | ------- | ------- | ------- | ------- | ------- | --------- |
| 175,385 | 197,672 | 220,573 | 284,520 | 356,362 | 299,721 | 376,799 | 461,424 | 747,165 | 917,424 | 1,131,874 |

## Compagnies aériennes et destinations

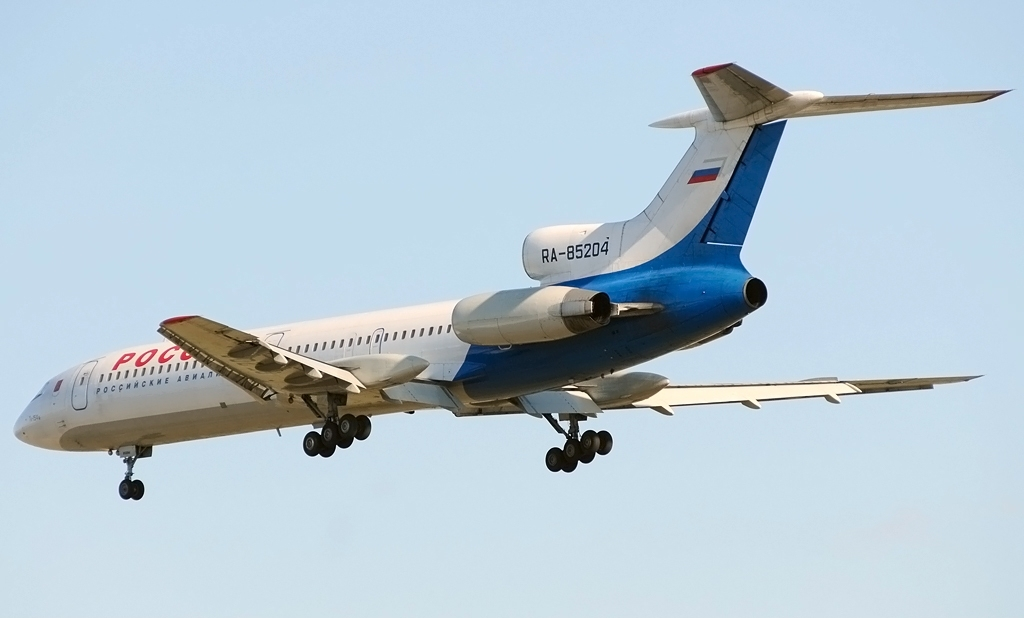
Rossiya Tupolev Tu-154M à l'atterrissage sur Strigino

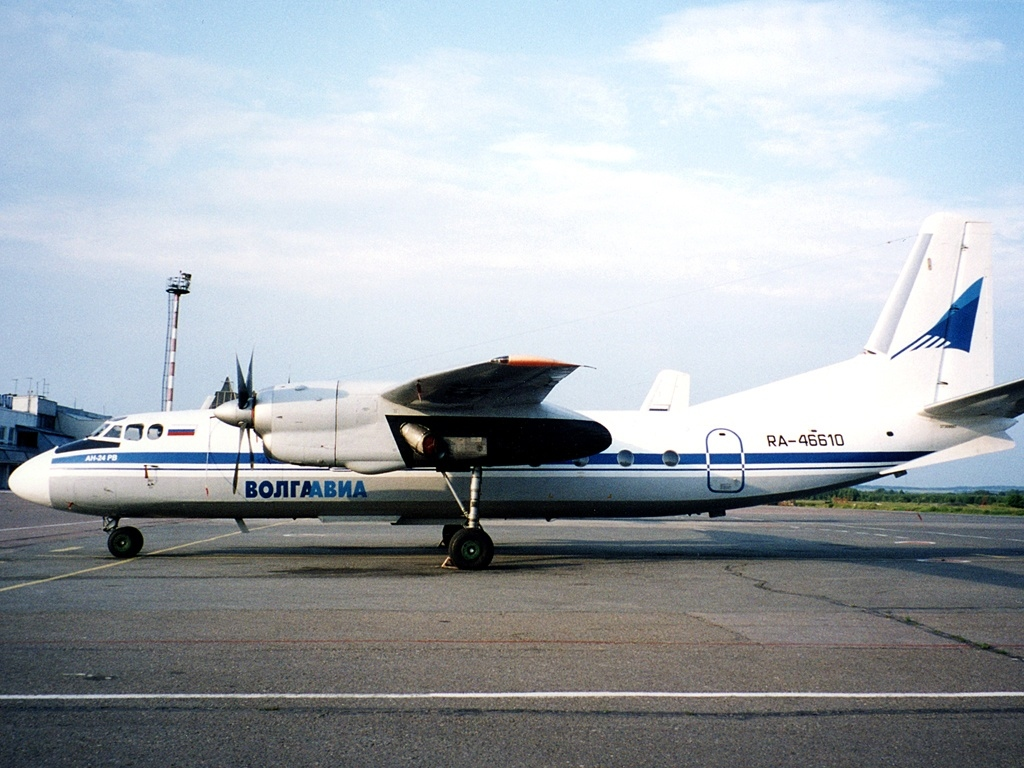
Volga-Avia Antonov An-24 à Strigino.

### Passagers
| Compagnies                 | Destinations                                                                                             |
| -------------------------- | --- |
| Aeroflot                   | Moscou Chérémétiévo                                                                                      |
| Aeroflot opéré par Rossiya | En saison : Simféropol, Sotchi-Adler                                                                     |
| AtlasGlobal                | Istanbul En saison : Antalya                                                                             |
| Azimuth                    | Rostov-sur-le-Don/Platov                                                                                 |
| Azur Air                   | En saison charter: Barcelone-El Prat, Enfidha-Hammamet, Héraklion-N. Kazantzákis, Goa-Dabolim            |
| Belavia                    | Minsk |
| Ellinair                   | En saison charter: Thessalonique-Makedonía                                                               |
| Nordavia                   | En saison : Sotchi-Adler                                                                                 |
| Nordwind Airlines          | En saison charter : Dalaman, Enfidha-Hammamet, Héraklion-N. Kazantzákis                                  |
| Onur Air                   | En saison charter: Antalya                                                                               |
| Orenburzhye                | Ijevsk (en), Kirov-Pobedilovo, Nijnekamsk-Begichevo, Penza (en), Oulyanovsk-Baratayevka (en)             |
| Pegasus Airlines           | Istanbul-S. Gökçen                                                                                       |
| Pobeda                     | En saison : Sotchi-Adler                                                                                 |
| Red Wings Airlines         | En saison : Simféropol                                                                                   |
| Royal Flight               | En saison charter: Antalya                                                                               |
| RusLine                    | Saint-Pétersbourg-Poulkovo                                                                               |
| S7 Airlines                | Moscou-Domodédovo                                                                                        |
| Saratov Airlines           | Mineralniye Vody                                                                                         |
| Ural Airlines              | En saison charter: Antalya                                                                               |
| Utair                      | Moscou-Vnoukovo, Samara-Kouroumotch, Saint-Pétersbourg-Poulkovo, Sourgout, Oufa, Iékaterinbourg-Koltsovo |
| Yamal Airlines             | Tioumen-Roshchino                                                                                        |

Édité le 14/04/2018

## Transports au sol
L'aéroport est reliée à la ville par taxi, par le bus #11 depuis la station de Métro 'Park kultury', par microbus (Marchroutka) #29 depuis la même station et par le bus #20 depuis la gare centrale.
La ligne Nijni Novgorod - Arzamas passe non loin de l'aéroport, mais n'est pas directement relié. Une gare est à l'étude.